# Victor Bernau
Victor Henry Bernau, född 14 januari 1890 i Kristiania (nuvarande Oslo), död där 13 maj 1939, var en norsk skådespelare, regissör, sångare och teaterchef. Han var från 1931 gift med skådespelaren Signe Bye.
Bernau var son till bryggeridirektören Carl Louis Henrik Bernau och Margrethe Samson. Han var först lärling i hattbranschen hos en farbror i Drammen. Han övergav detta yrkesval och var från 1909 elev vid Fahlstrøms teater i Kristiania. Han gjorde sig omedelbart bemärkt och mottog goda recensioner för sin roll som uppassare i operetten Høstmanøver och som Olaf i Henrik Ibsens Samfunnets støtter. Åren 1913–1914 verkade han vid Tivoli Teater och 1914–1916 vid Centralteatret. År 1914 gjorde han också sitt första uppträdande på Chat Noir och fick anställning där 1916. Han blev snart en publikfavorit. Mellan 1917 och 1928 var han Chat Noirs chef och direktör. Han uppträdde också som revyskådespelare med visor och sketcher.
Under Chat Noir-tiden grundlade Bernau den norska revytraditionen. Han frångick den tidigare teaterchefen Bokken Lassons grundläggande idé om en litterär kabaret och utvecklade i stället verksamheten till en folklig revyteater, till Lassons uttalade förtret. Han skrev och lanserade också en mängd kända visor under denna period, däribland "En bitte liten mann", "Exen", "K.N.S.", "Serru, serru", "Lov-visen" och "Oppover går det". Många av styckena är fortfarande levande och spelas än i dag. Bernau spelade själv in flera visor och dessa finns utgivna bland annat på LP:n Bernaus beste (1973).
År 1928 lämnade han Chat Noir och blev i stället skådespelare och regissör vid den nystartade Det Nye Teater i Oslo. Åren 1934–1937 drev han (det första året tillsammans med Einar Rose) det nystartade Scala Teater. Från 1937 till sin död 1939 var han administrerande direktör vid Det Nye Teater. Under hela perioden gjorde han nästan årligen gästspel på Chat Noir som skådespelare och regissör.
Vid sidan av teatern medverkade han i ett par filmer. Han debuterade 1926 i Baldevins bryllup i en av de ledande rollerna som Simen Sørensen. År 1929 medverkade han i ett kabaretprogram i Köpenhamn som filmades och lanserades i Norge som den första norska ljudfilmen. År 1939 spelade han en mindre roll i talfilmen Familien på Borgan.

## Filmografi
- 1926 – Baldevins bryllup
- 1939 – Familien på Borgan